# Granby (Colorado)
Granby es un pueblo ubicado en el condado de Grand en el estado estadounidense de Colorado. En el año 2010 tenía una población de 1864 habitantes y una densidad poblacional de 405.2 personas por km².

## Geografía
Granby se encuentra ubicada en las coordenadas 40°5′11″N 105°56′11″O / 40.08639, -105.93639.

## Demografía
Según la Oficina del Censo en 2000 los ingresos medios por hogar en la localidad eran de $46,667, y los ingresos medios por familia eran $55,250. Los hombres tenían unos ingresos medios de $35,455 frente a los $24,417 para las mujeres. La renta per cápita para la localidad era de $21,224. Alrededor del 5,8% de la población estaba por debajo del umbral de pobreza.